# Al-Rasheed Sports Club
Maillots
Le Al Rasheed Sports Club (en arabe : نادي الرشيد الرياضي), plus couramment abrégé en Al Rasheed, est un ancien club irakien omnisports fondé en 1983 et disparu en 1990, et basé à Bagdad, la capitale du pays.

## Palmarès
| Compétitions nationales | Compétitions internationales                                                                                                   |
| --- | --- |
| - Championnat d'Irak (3) : - Champion : 1986-1987, 1987-1988, 1988-1989. - Coupe d'Irak (2) : - Vainqueur : 1986-1987 et 1987-1988. | - Ligue des champions de l'AFC : - Finaliste : 1988-1989. - Ligue des champions arabes (3) : - Vainqueur : 1985, 1986 et 1987. |

## Joueurs et Entraîneurs  célèbres
- Emmanuel "Ammo" Baba
- Abdul-Wahab Abu Al-Hail
- Salam Shakir
- Ahmed Radhi
- Wathik Naji Jasim
- Anwar Jassim

## Autres sports

### Basket-ball
- Championnat d'Irak de basket-ball:
  - Champions (3): 1984–85, 1985–86, 1986–87
- Coupe arabe des clubs champions de basket-ball:
  - Champions (3): 1987, 1988, 1990

### Volley-ball
- Championnat arabe des clubs champions masculin de volley-ball:
  - Champions (1): 1988